# Lampropedia cohaerens
Lampropedia cohaerens es una bacteria gramnegativa del género Lampropedia. Fue descrita en el año 2016. Su etimología hace referencia a cohesión. Es aerobia e inmóvil. Tiene un tamaño de 0,3-0,4 μm de ancho por 0,4-0,6 μm de largo. Forma colonias blancas y lisas tras 24 horas de incubación. Temperatura de crecimiento entre 20-55 °C. Catalasa positiva y oxidasa negativa. Se ha aislado de un manto microbiano rico en arsénico en una fuente termal en Manikaran, India. 